# 藤崎紗矢香
藤崎 紗矢香（ふじさき さやか、12月18日 - ）は、日本の女性声優。岡山県出身。LOVE×TRAX所属。

## 人物
2011年「LOVE×TRAX新人オーディション」に合格。2016年4月20日より、名前の表記を「藤崎 さや香」から「藤崎 紗矢香」へと変更している。趣味はゴルフ、旅行、読書、料理、映画鑑賞。特技は茶道、声楽、ピアノ。

## 出演
太字はメインキャラクター。

### アダルトアニメ
- ボクとみさき先生（2017年、みさき先生）

### 一般向けゲーム
- 空を仰ぎて雲たかく Portable（2013年、アンジェリカ）
- にこにこ侵略パズル ピタッチ!（2016年、エマ・シンリー・アーク）
- 乙女チックパズル ピタッチ!(2017年、エマ・シンリー・アーク）[2]
- 同級生リメイクCSver（2024年、佐久間 ちはる）[3]

### アダルトゲーム
2011年
- 花咲く乙女と恋の魔導書（マリーゴールド）

2012年
- 花散る都と竜の巫女（萬璃）
- ひよこストライク!（北見結子）
- Chaos Labyrinth -ケイオスラビリンス-（リファーナ、ミレーネ[4]）

2013年
- 戦刃乙女（王華月）
- 空を仰ぎて雲たかくplus（アンジェリカ）
- 雛といっしょ（北見結子）
- 逃避行GAME（北条実里果）

2014年
- ひまわり!! -あなただけを見つめてる-（御巫うるる）

2015年
- 天衣創聖ストライクガールズ エクスタシオ（クラリス・シェード、マリア・クラン）
- もののふ〜白百合戦舞姫〜（山県昌景、高坂昌信、前田利家）
- キミのとなりで恋してる!〜THE RESPECTIVE HAPPINESS〜（他）
- IZUMO4（五馬姫、速佐須良比売）

2016年
- アイドルスクール! -ULTRA ORANGE-（河合ゆず葉、綾瀬しほ、成瀬ありあ、雨野なみ）
- 天衣創聖ストライクガールズ エクスタシオ（ミント・リースフェルト）
- 恋愛教室（四分儀流香）

2017年
- 水葬銀貨のイストリア（八椚紅葉）
- 弓張月の導き雲はるか（アンジェリカ、マリーゴールド）
- 絆きらめく恋いろは（藍原しおん）
- 今夜だけでも泊めて下さい（竹宮美来）
- 天穹ノ彼方の錬星郷（リーフ・ラズィーズ）

2018年
- コイカツ!（水瀬亜依/正統派ヒロイン/野性的/ミステリアス)

2019年
- デタリキZ（水野美兎、杉浦咲良、美兎）
- 恋愛、借りちゃいました（空路椿）
- 恋愛、借りちゃいました 椿&ちなつ&こなつ ミニアフターストーリー（空路椿）

2020年
- 恋愛、借りちゃいました 絵未&八純 ミニアフターストーリー（空路椿）
- 彼女がアイツで、俺はだれ!?（結城華蘭）
- しおんとワンルーム -絆きらめく恋いろはSS- (藍原しおん)[5]
- コイノハ -恋のシェアハウス-（朝比奈 陽向）[6]

2021年
- ガラス姫と鏡の従者 (佐々良 織姫)[7]
- 同級生リメイク （佐久間 ちはる）[8]
- コイカツ！サンシャイン (正統派ヒロイン/野性的/ミステリアス)
- プリンセス☆シスターズ！ ～四姉妹は全員あなたの許嫁～ (エイミ＝ハルフォード)
- 星の乙女と六華の姉妹 (合歓木 ネム）
- 花鐘カナデ＊グラム Chapter:1 小桜結編 （花ノ香 澄玲）

2022年
- 花鐘カナデ＊グラム Chapter:2 花ノ香澄玲 （花ノ香 澄玲）

2025年
- 巨乳ファンタジー5 〜王子リーン〜(ユルグント[9])

### ラジオ
※はインターネット配信。
- LOVE×Station（2011年 - 2014年、LOVE×Station WEB）
- ゆい×ゆえ×さやかのもふらじ（2015年）
- IZUMO情報局！（2015年 - 2016年）- アシスタントパーソナリティ担当
- こすずの小部屋♪（2016年 - ）- アシスタントパーソナリティ担当
- SAYAKA×Channel
- LOVETRADIO　(2020年 - マリンFM) 榊原ゆい・藤崎紗矢香[10]

### ラジオCM
- シリアルゲームズ　ラジオスポットCM(2021年)[11]

### ナレーション
- ニコニコ動画
- ニコ割（時報）
- ニコニコ生放送『ホリエモンの満漢全席』、『DAIGO P』、『爆烈！ナイトメア』など
- ニコニコ超会議2 会場インフォメーション
- シリアルゲームズ公式キャラクター「SERIA」CV[12]

### 配信曲
- ハートでPIタッチ！[13](2018年 藤崎紗矢香&平野有紗&清水美雪&内田りりこ)